# Arabische Gordel

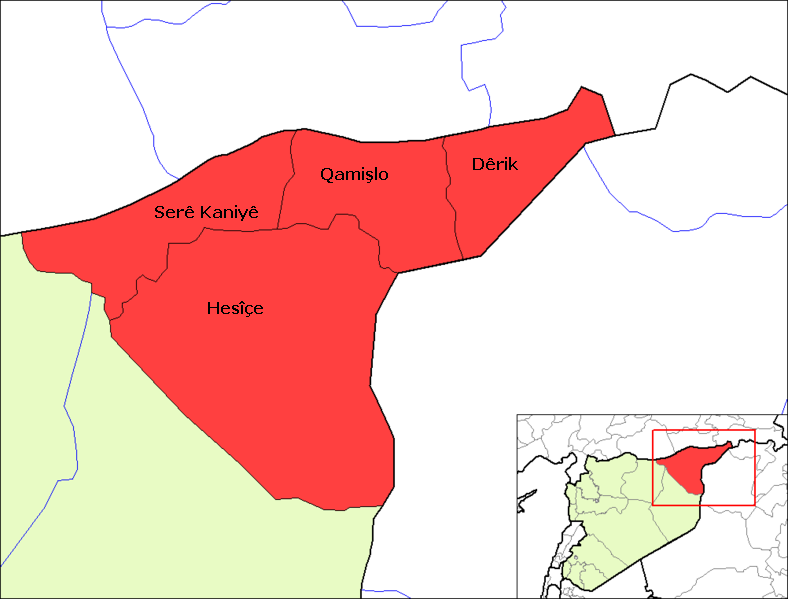

De Arabische Gordel (Arabisch: الحزام العربي, al-hizām al-ʿarabī; Koerdisch: Kembera Erebî, که‌مبه‌را عه‌ره‌بی) was een beleid van Arabisering en etnische zuivering in West-Koerdistan, uitgevoerd door de Arabische Socialistische Ba'ath-partij - Syrische regering van Syrië. Het beleid werd uitgevoerd in het noorden van het Al-Hasakah-gouvernement en was bedoeld om de etnische samenstelling van de bevolking te veranderen ten gunste van Arabieren ten koste van andere etnische groepen, met name Koerden. Het betrof de inbeslagname van het land van de Koerden, dat vervolgens werd beslecht met Arabieren die verdreven waren door de aanleg van het Assadmeer; de ontkenning van Syrische identiteitsdocumenten aan honderdduizenden Koerden, die tientallen jaren standhielden, en de onderdrukking van de Koerdische taal, cultuur en politiek. Het beleid maakte deel uit van de Arabisch-nationalistische ideologie van de Ba'ath-partij, die de Syrische Republiek hernoemde in de Syrische Arabische Republiek.
De Baath-partij kwam in 1963 in Syrië aan de macht en besloot in 1965 de 350 km lange en 10–15 km brede Arabische gordel langs de grens tussen Syrië en Turkije aan te leggen. De geplande gordel strekte zich uit van de Iraakse grens in het oosten tot Ras al-Ayn in het westen. Na een nieuwe staatsgreep binnen de Baath-partij slaagde Hafez al-Assad erin om in 1970 het hoofd van Syrië te worden en begon het plan in 1973 uit te voeren. De naam van het project werd officieel gewijzigd in "Plan voor de oprichting van staatsmodelboerderijen in de regio Jazira".

## Geschiedenis
Gebeurtenissen in Iraaks Koerdistan en de ontdekking van olie in Syrisch Koerdistan in de jaren zestig vielen samen met een duidelijke verslechtering voor de Koerdische bevolking. In augustus 1961 vaardigde de regering een buitengewone volkstelling uit in de provincie al-Jazira, die plaatsvond in november, toen de opstand voor Koerdische autonomie in Irak was begonnen. Als onderdeel van deze volkstelling werden 120.000 Koerden in de provincie ontdaan van de Syrische nationaliteit en burgerrechten, onder het voorwendsel dat ze buitenlanders waren - het decreet van augustus verklaarde dat Koerden 'illegaal' vanuit Turks Koerdistan in Syrië infiltreerden, met als doel 'het te vernietigen Arabisch karakter". Het jaar daarop nam de Syrische regering het beleid van de Arabische Gordel (al-Hizam al-Arabi ) aan om "het Arabisme te redden" en de "Koerdische dreiging" te verslaan door alle Koerdische inwoners uit het gebied van de grens tussen Syrië en Turkije te verdrijven. ze verspreiden en opnieuw vestigen, en ze vervangen door Arabieren. Er was olie ontdekt in Qaratchok en de wens om de middelen van de Koerdische regio onder controle te krijgen, was verbonden met het beleid. Het gebied van de geplande gordel is rijk aan olievoorraden en vruchtbare landbouwgrond. Ongeveer 50 tot 60 procent van de Syrische petroleumgrotten bevindt zich naar schatting in het district Derik. [5] De Koerdische situatie verslechterde opnieuw toen in maart 1963 de Ba'ath-partij van Michel Aflaq de macht overnam in Damascus. In november publiceerde de partij Study of the Jezireh Provnce in its National, Social and Political Aspects, een pamflet geschreven door de politiechef van de provincie al-Jazira, Mohamed Talab Hilal. Hilal, een Arabische nationalist, beweerde dat hij "antropologische" redeneringen gebruikte om "wetenschappelijk te bewijzen dat" Koerden "geen natie vormen". Zijn mening was dat "het Koerdische volk een volk is zonder geschiedenis of beschaving of taal of zelfs een duidelijke eigen etnische afkomst. Hun enige kenmerken zijn die welke gevormd zijn door kracht, vernietigende kracht en geweld, kenmerken die overigens inherent zijn aan alle bergpopulaties". Hij was ook van mening dat "De Koerden leven van beschaving en geschiedenis van andere naties. Ze hebben niet deelgenomen aan deze beschavingen of aan de geschiedenis van deze naties." Hilal kwam met een twaalfvoudige strategie om de Arabisering van de provincie al-Jazira te bewerkstelligen. De stappen waren:
1. batr (onteigening) – uitzetting en hervestiging van Koerden
2. tajhil (obscurantistisch) – onthouding van alle onderwijs voor Koerden, ook in het Arabisch
3. tajwii (hongersnood) – verwijdering van Koerden uit de arbeidsmarkt
4. uitlevering – uitzetting van vluchtelingen uit Turks Koerdistan in Turkse hechtenis
5. aanmoediging van intra-Koerdische factionalisme om te verdelen en te heersen
6. hizam (Arabisch cordon) – Arabische nederzetting van voormalige Koerdische landen, zoals voorgesteld in 1962
7. iskan (kolonisatie) – "zuivere en nationalistische Arabieren" die zich in Syrisch Koerdistan zullen vestigen, zodat de Koerden "in de gaten kunnen worden gehouden tot hun verspreiding"
8. militaire betrokkenheid door "divisies gestationeerd in de zone van het cordon" zou garanderen "dat de verspreiding van de Koerden en de vestiging van Arabieren zou plaatsvinden volgens plannen die door de regering zijn opgesteld".
9. "socialisatie" – "collectieve boerderijen", (mazarii jama'iyya), te vestigen in plaats van de Koerden door Arabische kolonisten uitgerust met "bewapening en training"
10. verbod op "iedereen die de Arabische taal niet kent en het recht uitoefent om te stemmen of zich kandidaat te stellen"
11. Koerdische ulemas zouden naar het zuiden worden verdreven en vervangen door Arabieren
12. "een uitgebreide anti-Koerdische campagne onder de Arabieren" die door de staat moet worden ondernomen

Hoewel de 120.000 Koerden van de provincie al-Jazira die als niet-Syriërs werden beschouwd, niet in staat waren om te stemmen of te trouwen of onderwijs of gezondheidszorg te ontvangen, kwamen ze niettemin in aanmerking om te worden opgeroepen voor militaire dienst en konden ze worden gestuurd om te vechten op de Golanhoogten; zij waren met name het slachtoffer van het beleid van de Arabische Gordel, dat de Koerdische agenda van de Syrische regering bleef bepalen en waarvan veel bepalingen in de daaropvolgende jaren werden geïmplementeerd. De strategie riep op tot de uitzetting van 140.000 Koerdische boeren en hun vervanging door Arabieren; mogelijk werd in 1966 zelfs overwogen om de verdrijvingen uit te breiden tot de Koerden van het Koerdische gebergte. In het decennium na 1965 verlieten ongeveer 30.000 Koerden de provincie Al-Jazira om werk te zoeken of aan vervolging te ontsnappen elders in Syrië of Libanon. In 1967 werd het land van de Koerden in de provincie al-Jazira genationaliseerd in het kader van het plan om modelstaatsboerderijen op te richten in de provincie Jezireh, een eufemisme voor het concept van de Arabische gordel, en degenen die waren bevolen weigerden te vertrekken, maar de gebeurtenissen van de Zesdaagse Oorlog heeft de uitvoering ervan tijdelijk verhinderd. Door de bouw en overstroming van de Tabqadam werden Arabieren ontheemd, die vervolgens werden hervestigd in het Koerdische al-Jazira. 40 "modeldorpen" werden gebouwd in 1975 en bevolkt door 7.000 gewapende Arabische boerenfamilies; deze nederzettingen strekten zich uit van Amuda tot Derik, een stad waarvan de Koerdische naam in die tijd werd vervangen door het Arabische al-Malikiyah. De Syrische regering ging langzaam te werk om internationale kritiek te vermijden, onderdrukte de Koerdische cultuur en viel Koerdische mensen lastig, en Koerdische literatuur en muziek werd in beslag genomen. Leden van de Koerdische Democratische Partij van Syrië kregen lange gevangenisstraffen voor "anti-Arabistische" misdaden. In officiële regeringsdocumenten wordt de vermelding van Koerden (samen met alle andere niet-Arabieren) weggelaten, en hoewel er Koerdische leden waren van de wetgevende Volksraad van Syrië, was de officiële identiteit uitsluitend Arabisch.
In 1976 werd het beleid van de Arabische Gordel, dat nooit volledig gerealiseerd was, verlaten, waarbij Hafez al-Assad er de voorkeur aan gaf "de dingen te laten zoals ze zijn", de officiële pesterijen kwijt te schelden en op te houden nieuwe nederzettingen te bouwen. Bestaande Arabische koloniën en kolonisten bleven op hun plaats, en terwijl er weer Koerdische muziek werd gehoord, bleef de positie van Koerden in Syrië afhankelijk van de ontwikkelingen in de betrekkingen tussen Syrië en Irak. Aan de afstammelingen van de 120.000 werden nog steeds paspoorten en documenten geweigerd en waren ze tot in de 21e eeuw nog steeds onderworpen aan de dienstplicht.
In de loop van de tijd werden 41 Arabische dorpen gebouwd en alle Koerdische dorpsnamen van het gebied werden vervangen door Arabische namen. Ongeveer 4.000 Arabische families uit de provincies Al-Raqqa en Aleppo, waar ze eerder hun huizen waren kwijtgeraakt door de bouw van de Tabqa-dam, werden ondergebracht in de nieuwe dorpen. Deze Arabieren worden genoemd als Maghmurin (مغمورين Maġmūrīn, die wordt beïnvloed door overstromingen).